# Villino Rossi
Il villino di Giovanni Rossi è un palazzo storico di Schio, posizionato in via Maraschin, lungo l'asse viario principale del quartiere operaio; venne fatto erigere da Alessandro Rossi per uno dei suoi figli.

## Storia
La palazzina venne fatta edificare nel 1876 da Alessandro Rossi, contestualmente alla realizzazione del nuovo quartiere operaio concepito per offrire una soluzione abitativa alle maestranze del lanificio. Essa rappresenta uno degli episodi architettonicamente più rilevanti all'interno del quartiere operaio stesso.
L'architetto di fiducia di Rossi Antonio Caregaro Negrin progettò per Giovanni, uno dei figli di Alessandro, una residenza in stile eclettico, in equilibrato compromesso tra palazzo urbano e villa di campagna.
Nel 1896/98, su progetto dell'ingegner Gaetano Rezzara, venne realizzato l'ampliamento dell'edificio, adottando scelte stilistiche in linea con quelle esistenti; il villino raddoppiò così la sua cubatura, a discapito del grande giardino di pertinenza, che venne quindi ridimensionato.
Alla morte del barone Giovanni Rossi, nel 1935, il villino venne lasciato in eredità allo Stato, che ospitò la casa del fascio e tutte le attività annesse al partito fascista, compresa la biblioteca popolare fascista Eleonoro Pasini. Nel secondo dopoguerra divenne sede degli uffici del catasto edilizio e delle imposte. Trasferiti tali uffici in sedi più idonee negli anni duemila, la villa, di proprietà del demanio, rimane a tutt'oggi inutilizzata, ma rientra tra i beni pubblici inseriti nel progetto di valorizzazione "Valore Paese - Dimore".

## Descrizione
La villa Rossi si sviluppa su tre piani ed essendo circondata da un ampio giardino, è visibile nelle quattro facciate, che risultano essere piuttosto complesse in quanto movimentate da sporgenze, rientri, orizzontamenti della superficie muraria diversificati. Nel suo insieme l'edificio risulta esser un corpo sviluppato in senso longitudinale, sul quale si aggiungono svariate piccole articolazioni.

### Esterni
Il basamento dell'edificio, rivestito in pietra bocciardata che riprende l'effetto bugnato, diventa la base sulla quale si sviluppano i piani superiori, divisi tra loro da spesse fasce marcapiano. Tutta la fascia del sottogronda è dotata di raffinati mensolini.
Sulla facciata nord una gradinata conduce alla loggia a serliana con terrazzo balaustrato ad essa collegato e funge da baricentro di tutta la facciata. Questa è ritmata da numerose finestre caratterizzate da finiture diverse:  
semplici aperture architravate con sobrie modanature (nella parte edificata in seguito agli ampliamenti di fine secolo del Rezzara), o aperture decorate con parapetti in ferro battuto e dotate di frontoncini abbelliti da volti umani e sorretti da mensolini raffiguranti teste di leone (nella parte progettata dal Negrin).
La facciata rivolta a sud, che riprende le due tipologie stilistiche imputabili alle diverse fasi di costruzione già viste nella facciata nord, è caratterizzata dalla tettoia in zinco che evidenzia l'ingresso.

### Interni
L'interno del villino, in parte manomesso dagli usi impropri dell'edificio una volta divenuto proprietà dello Stato, è caratterizzato dall'utilizzo di svariati materiali quali il ferro, il legno, la pietra, l'ottone, e completato dagli stucchi e delle tappezzerie proponendo varie e raffinate soluzioni.
L'elemento centrale dell'edificio risulta essere la grande scalinata centrale.
Gli interni sono suddivisi in due tipologie di vani: quelli di rappresentanza formati dai due ampi saloni al piano rialzato, e quelli ad uso abitativo privato, nei due piani superiori.

### Il giardino
Il giardino di villa Rossi è delimitato da un muro di cinta decorato a motivi geometrici mediante l'impiego di pietra, cotto, ciottoli di torrente, che scherma quasi completamente la visuale dell'edificio. Le aperture principali sono protette da cancellate in ferro battuto; un altro accesso pedonale inutilizzato è stato in secondo tempo murato.
Il giardino che circonda il villino sui quattro lati, ma ha un maggior sviluppo lungo i fronti est e sud, conserva numerosi esemplari di alberi ad alto fusto. Si presenta in uno stato di grave incuria e degrado e conserva un piccolo bunker antiaereo scavato durante la seconda guerra mondiale.